# Castello della Costa
Il castello della Costa è una dimora storica che sorge nel borgo della Costa di Cumiana, in provincia di Torino. I castelli della Costa sono in realtà due: il primo e più antico, noto come “castellasso”, sorgeva sulla sommità della collina, del quale rimangono i ruderi, e il castello nuovo a valle la cui data di costruzione è ignota.

## Il castello antico o "castellasso"
Sorgeva sul pianoro del colle che divide in due parti la conca di Cumiana, entro un'area cinta di mura, posizione strategica per il controllo sugli opposti versanti, nei quali si trovano i borghi fortificati della Costa e della Motta, e sulla pianura aperta.
Si ritiene sia stato la dimora dei Falconieri dei signori di Trana e di Rivalta (X sec.) e in seguito dei principi di Savoia-Acaia, che nel 1366 cedettero “castello, villa e luogo di Cumiana” ai conti Canalis. Il castello fu distrutto prima del 1587, anno in cui si sa per via documentaria che era “ruinato”.

## Il castello nuovo

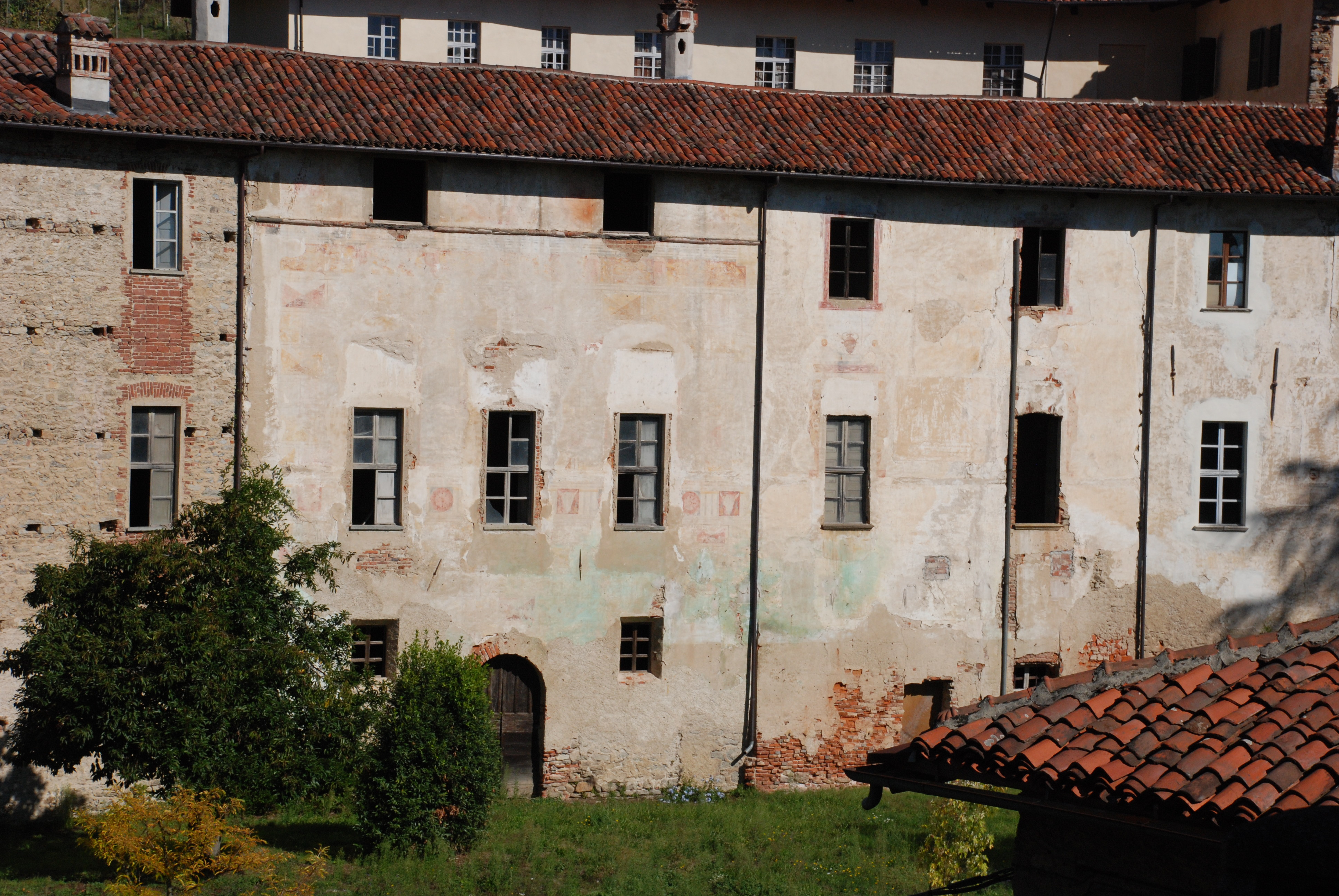
Il Castello della Costa di Cumiana: la manica di ponente.

Il castello nuovo non è unitario come potrebbe sembrare, ma è costituito da due palazzi contigui che esistevano di sicuro nel 1587, quando appartenevano uno a Guglielmo Bernardino e l'altro a Guid'Alfonso Canalis, cugini germani. Pervenuti loro per via ereditaria, continuarono ad essere trasmessi in eredità separatamente. Solamente una parte, l'attuale corpo di fabbrica verso levante, fu fatta ricostruire nel XVIII secolo dal conte Ludovico Canalis sulle fondamenta di un castello precedente. A questo palazzo era ed è tuttora unito un secondo palazzo, corrispondente all'ala attuale verso ponente, che ai tempi di Ludovico era di proprietà di Carlo Canalis e che non fu mai rimaneggiato.
Studi recenti hanno ipotizzato che il castello venduto dai principi di Savoia-Acaia ai conti Canalis nel 1366 non fosse quello antico, ma quello nuovo, e che in ogni caso i Canalis devono averlo abitato fin dal XIV secolo.
Con la morte nel 1801 dell'ultimo discendente dei Canalis, Giovanni Maria Ludovico figlio di Giacinto e di Giulia Alfieri, il castello pervenne attraverso diversi passaggi di proprietà ai conti Provana di Collegno, che lo detennero dal 1864 fino al 1992.

## Architettura

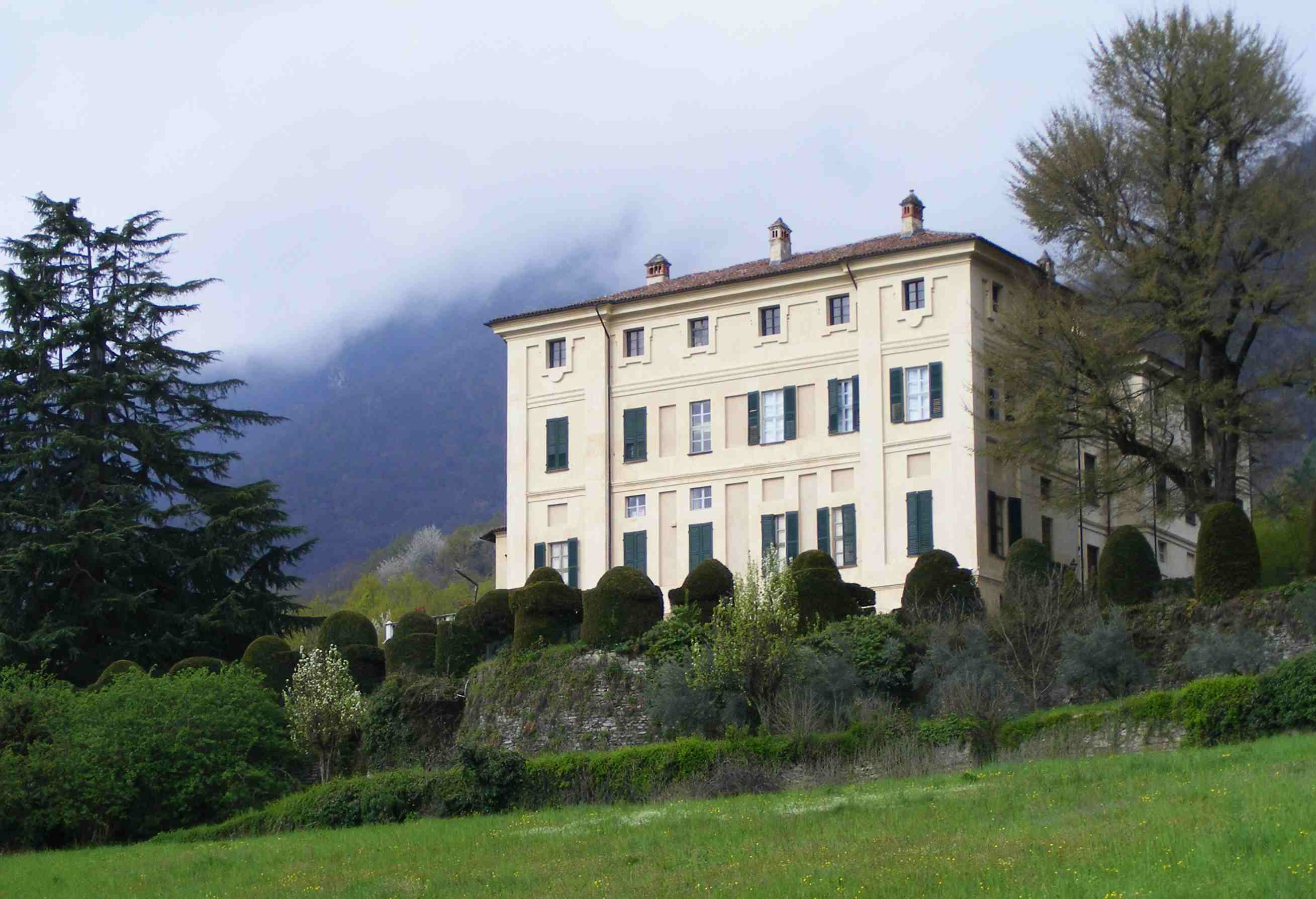
Il castello della Costa: la manica di levante, ricostruita nel XVIII secolo.

L'edificio attuale è costituito da quattro ali intorno ad un cortile centrale con portici su due lati. La facciata principale sul lato sud è preceduta da una scala monumentale a tre rampe che porta ad una ampia terrazza con balaustra in marmo. La facciata nord, più sobria, ha una terrazza più piccola che conduce all'esterno verso il parco.
All'interno il grande salone di rappresentanza fu fatto affrescare negli anni Trenta del Settecento dal conte Ludovico Canalis. La decorazione, eseguita a trompe-l'oeil, verosimilmente è di mano dei fratelli Pozzo, artisti operosi a corte. Sono raffigurati elementi architettonici, bandiere, lance, stemmi, vasi di fiori; nelle otto lunette si trovanno strumenti musicali e armi da guerra (tamburi, elmi, armature e lance). Sulla volta è rappresentato un guerriero affiancato da due putti angelici e da un personaggio in sella ad un leone, che richiama il leone raffigurato nello stemma di famiglia dei Canalis. Dal salone si accede ad una piccola cappella privata in stile barocco.
Sui pilastri ai lati del cancello di ingresso si trovano le statue di due cavalli marini. “Due cavalli marini in marmo di Carrara” dello scultore luganese Bernardo Falconi compaiono tra le opere marmoree realizzate per il Palazzo e il Giardino di Venaria Reale tra il 1665 ed il 1672; le due sculture erano unite al cocchio di Nettuno, formato da una grande conchiglia, nella grotta centrale della Fontana d'Ercole, poi distrutta a partire dal 1751. Vittorio Amedeo III fece dono di “due cavalli maritimi, statura naturale” al conte di Favria nel 1781, la stessa data incisa sul basamento del pilastro.

## Personaggi illustri
Alla fine del Seicento visse al castello Anna Carlotta Teresa Canalis di Cumiana, marchesa di Spigno, che fu moglie morganatica di Vittorio Amedeo II di Savoia.
Lo storico palazzo ospitò anche Vittorio Alfieri, che nel 1764 vi si recò appena quindicenne in villeggiatura, in occasione delle nozze di sua sorella, la contessina Giulia, con il conte Giacinto Canalis. Il grande tragediografo vi soggiornò ancora cinque anni dopo e vi ritornò in altri momenti importanti della sua vita.
Altro illustre ospite del palazzo fu San Giovanni Bosco, ricordato nella cappella privata adiacente al salone centrale.